# Bezi
Bezi is een plaats (község) en gemeente in het Hongaarse comitaat Győr-Moson-Sopron. Bezi telt 419 inwoners (2001).